# Small Business Administration
La Small Business Administration est une agence indépendante du gouvernement américain ayant pour but d'aider, conseiller, assister et protéger les intérêts des petites entreprises. Elle a été créée par le Small Business Act, une loi votée en 1953.

## Liste des administrateurs
| Nom               | Nom                         | Dates                               | Président            |
| ----------------- | --------------------------- | ----------------------------------- | -------------------- |
|                   | William D. Mitchell         | 1er août 1953 – 30 octobre 1953     | Dwight D. Eisenhower |
|                   | Wendell B. Barnes           | 9 février 1954 – 21 novembre 1959   | Dwight D. Eisenhower |
|                   | Philip McCallum             | 23 novembre 1959 – 20 janvier 1961  | Dwight D. Eisenhower |
|                   | John E. Horne               | 2 février 1961 – 7 août 1963        | John F. Kennedy      |
|                   | Eugene P. Foley             | 8 août 1963 – 10 septembre 1965     | John F. Kennedy      |
| Lyndon B. Johnson | Eugene P. Foley             | 8 août 1963 – 10 septembre 1965     |                      |
|                   | Bernard L. Boutin           | 19 mai 1966 – 31 juillet 1967       |                      |
|                   | Robert C. Moot              | 1er août 1967 – 31 juillet 1968     |                      |
|                   | Howard J. Samuels           | 1er août 1968 – 22 février 1969     |                      |
|                   | Hilary J. Sandoval Jr.      | 5 mars 1969 – 1er janvier 1971      | Richard Nixon        |
|                   | Thomas S. Kleppe            | 18 janvier 1971 – 12 octobre 1975   | Richard Nixon        |
| Gerald Ford       | Thomas S. Kleppe            | 18 janvier 1971 – 12 octobre 1975   |                      |
|                   | Mitchell P. Kobelinski      | 12 février 1976 – 4 mars 1977       |                      |
|                   | A. Vernon Weaver            | 1er avril, 1977 – 20 janvier 1981   | Jimmy Carter         |
|                   | Michael Cardenas            | 30 mars 1981 – 3 février 1982       | Ronald Reagan        |
|                   | James C. Sanders            | 29 mars 1982 – 31 mars 1986         | Ronald Reagan        |
|                   | Charles Heatherly intérim   | 31 mars 1986 – 23 mars 1987         | Ronald Reagan        |
|                   | James Abdnor                | 23 mars 1987 – 20 avril 1989        | Ronald Reagan        |
|                   | Susan Engeleiter            | 20 avril 1989 – 27 mars 1991        | George H. W. Bush    |
|                   | Pat Saiki                   | 27 mars 1991 – 20 janvier 1993      | George H. W. Bush    |
|                   | Dayton J. Watkins intérim   | 20 janvier 1993 – 12 mai 1993       | Bill Clinton         |
|                   | Erskine Bowles              | 12 mai 1993 – 6 octobre 1994        | Bill Clinton         |
|                   | Cassandra M. Pulley intérim | 6 octobre 1994 – 8 octobre 1994     | Bill Clinton         |
|                   | Philip Lader                | 8 octobre 1994 – 11 février 1997    | Bill Clinton         |
|                   | Ginger Lew intérim          | 11 février 1997 – 7 mars 1997       | Bill Clinton         |
|                   | Aida Álvarez                | 7 mars 1997 – 20 janvier 2001       | Bill Clinton         |
|                   | John D. Whitmore intérim    | 20 janvier 2001 – 25 juillet 2001   | George W. Bush       |
|                   | Hector Barreto              | 25 juillet 2001 – 2 juillet 2006    | George W. Bush       |
|                   | Steve Preston               | 10 juillet 2006 – 5 juin 2008       | George W. Bush       |
|                   | Sandy Baruah intérim        | 5 juin 2008 – 20 janvier 2009       | George W. Bush       |
|                   | Darryl Hairston intérim     | 20 janvier 2009 – 6 avril 2009      | Barack Obama         |
|                   | Karen Mills                 | 6 avril 2009 – 1er septembre 2013   | Barack Obama         |
|                   | Jeanne Hulit intérim        | 1er septembre 2013 – 7 février 2014 | Barack Obama         |
|                   | Marianne Markowitz intérim  | 7 février 2014 – 7 avril 2014       | Barack Obama         |
|                   | Maria Contreras-Sweet       | 7 avril 2014 – 20 janvier 2017      | Barack Obama         |
|                   | Joseph Loddo intérim        | 20 janvier 2017 – 14 février 2017   | Donald Trump         |
|                   | Linda McMahon               | 14 février 2017 - 12 avril 2019     | Donald Trump         |
|                   | Chris Pilkerton intérim     | 12 avril 2019 - 14 janvier 2020     | Donald Trump         |
|                   | Jovita Carranza             | 14 janvier 2020 - 20 janvier 2021   | Donald Trump         |
|                   | Tami Perriello intérim      | 20 janvier 2021 - 17 mars 2021      | Joe Biden            |
|                   | Isabel Guzman (en)          | 17 mars 2021- 20 janvier 2025       | Joe Biden            |
|                   | Kelly Loeffler              | 20 février 2025                     | Donald Trump         |